# Ataque a la base aérea K-1 de 2019
El ataque a la base aérea K-1 de 2019 fue un ataque con cohetes contra la Base Aérea K-1 en la gobernación de Kirkuk en Irak el 27 de diciembre de 2019.

## Antecedentes
La base aérea es una de las muchas bases militares iraquíes que albergan al personal de la Operación Resolución Inherente (OIR) con presencia de militares estadounidenses.
La base aérea fue atacada por más de 30 cohetes, matando a un contratista civil estadounidense e hiriendo a cuatro miembros del servicio estadounidense y dos miembros del personal de las fuerzas de seguridad iraquíes.
Estados Unidos culpó del ataque de la milicia Kataeb Hezbolá, un subgrupo de las Fuerzas de Movilización Popular (PMU) de Irak, respaldada por Irán. Kataeb Hezbolá niegó la responsabilidad del ataque.